# NGC 5438
NGC 5438 (NGC 5446) é uma galáxia elíptica (E-S0) localizada na direcção da constelação de Boötes. Possui uma declinação de +09° 36' 40" e uma ascensão recta de 14 horas, 03 minutos e 47,9 segundos.
A galáxia NGC 5438 foi descoberta em 19 de Março de 1784 por William Herschel.